# Złotów
Złotów là một thị trấn thuộc huyện Złotowski, tỉnh Wielkopolskie ở trung-tây Ba Lan. Thị trấn có diện tích 12 km². Đến ngày 1 tháng 1 năm 2011, dân số của thị trấn là 18303 người và mật độ 1581 người/km².